# Karsanti
Karsanti (tiếng Ả Rập: كرسنتي) là một ngôi làng Syria nằm ở Sinjar Nahiyah ở huyện Maarrat al-Nu'man, Idlib. Theo Cục Thống kê Trung ương Syria (CBS), Karsanti có dân số là 219 trong cuộc điều tra dân số năm 2004.